# Guasipati
Guasipati  est une ville de l'État de Bolívar au Venezuela, capitale de la division territoriale et statistique de Section capitale Roscio et chef-lieu de la municipalité de Roscio. La ville est fondée le 27 septembre 1757.